# Чоп
Чоп (укр. Чоп, рус. Чоп, мађ. Csap) мањи је град на југозападу Украјине у Закарпатској области. Град је главни железнички чвор на путу са запада (из Мађарске) у Украјину.

## Историја
Као део Закарпатске области град је до 1920. припадао Мађарској (претходно Аустроугарској), када након Тријанонског споразума припао Чехословачкој. За време Другог светског рата опет је био део Мађарске, а према споразуму у Јалти припао је Совјетском Савезу а након његовог распада постаје део Украјине.

## Саобраћај
У Чоп стижу возови из Мађарске. У том граду због различите ширине колосека возови мењају кола. На путу из Мађарске према Украјини воз вози до мађарског Захоња, где се преседа на посебан воз на релацији Захоњ-Чоп, који вози неколико километара преко границе и реке Тисе. Такође, кроз овај градић пролази редовни воз Москва-Будимпешта.

## Партнерски градови
- Захоњ